# Мининептун

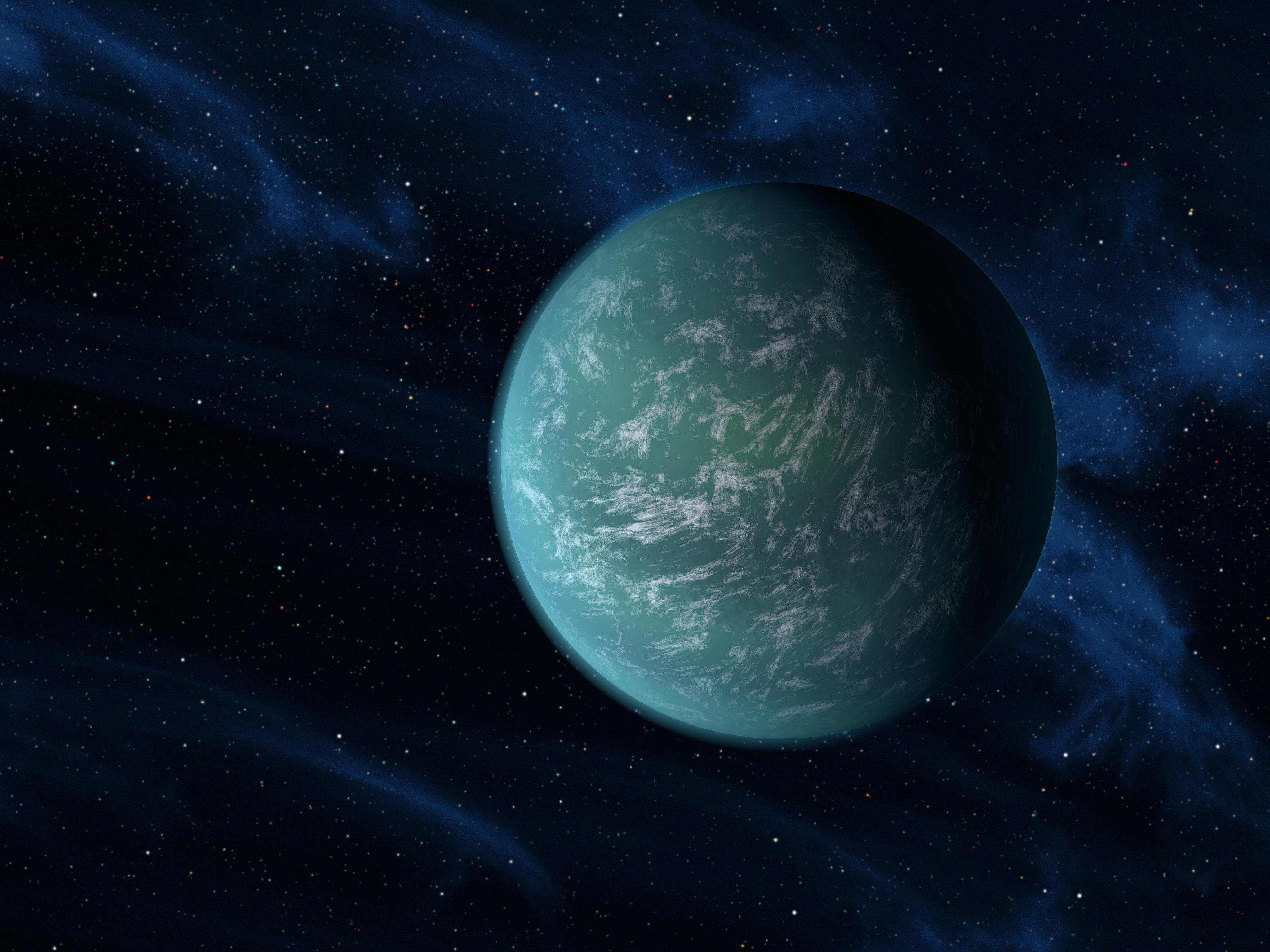
Планета Kepler-22 b, в представлении художника. Имея радиус 2,4, возможно, является мининептуном.

Мининепту́н (или га́зовый ка́рлик) — класс планет, промежуточный между газовыми гигантами наподобие Урана и Нептуна, и землеподобными планетами.

## Характеристики и строение
К газовым карликам относят планеты, масса которых меньше массы Урана. Газовые карлики имеют скалистые ядра, окружённые толстыми оболочками из лёгких веществ — мантией из смеси воды и аммиака, и атмосферой, состоящей в основном из водорода и гелия. Теория внутреннего строения таких планет основывается на знаниях об Уране и Нептуне. При отсутствии плотной атмосферы, газовые карлики могли бы быть классифицированы как водные планеты. Газовые карлики образуются на значительном удалении от своих звёзд, за снеговой линией системы, и пока протопланетный диск ещё не рассеялся, мигрируют ближе к своим звёздам.
По современным оценкам граница между скалистыми и газообразными планетами невелика, и составляет примерно 1,6 R⊕, но для массы это значение может быть разным для разных планет, и будет варьироваться от меньшей, чем 1 M🜨, и до 10 M🜨, в зависимости от их состава. Поэтому достаточно сложно отличить суперземли от мининептунов, зная только массу или только радиус.

## Кандидаты

### Экзопланетные системы
Несколько уже обнаруженных планет, возможно, являются газовыми карликами. Такой вывод сделан исходя из значения их плотности и массы. Например Kepler-11 f имеет массу, приблизительно равную 2 M🜨, однако по плотности не превышает Сатурн. Скорее всего планета является газовым карликом с жидким океаном, окружённым плотной атмосферой из водорода и гелия и лишь небольшим скалистым ядром. Другая экзопланета, — Kepler-138 d, при массе, равной 0,6 M🜨, имеет радиус около 1,2 R⊕, что говорит о её низкой плотности.

### Солнечная система
В Солнечной системе также может быть мининептун. В начале 2016 года американские астрономы Майкл Браун и Константин Батыгин опубликовали работу, объясняющую необычное положение орбит обособленных транснептуновых объектов. Она предполагает существование газового гиганта с массой примерно равной 10 M🜨 и удалённой от Солнца в среднем на 700 а.е. При моделировании условий формирования, было предположено, что Девятая планета имеет радиус, примерно равный 3,7 R⊕.